# Grantjärnen (Landvetters socken, Västergötland)
Grantjärnen är en sjö i Härryda kommun i Västergötland och ingår i Kungsbackaåns huvudavrinningsområde.